# Hefestión
Hefestión Amíntoros (en griego, Ἡφαιστίων Ἀμύντορoς; romanización, Hefaistìon Amýntoros) (nacido ca. 356 a. C. - muerto en otoño de 324 a. C.) fue un noble y general macedonio. Era amigo y hombre de confianza de Alejandro Magno en las tareas de gobierno y en la guerra.

## Infancia
Nació en una fecha desconocida, pero las fuentes le atribuyen la misma edad de Alejandro, o quizá un poco mayor. Su padre fue Amíntor, un aristócrata macedonio. No hay certeza de cuándo Hefestión conoció a Alejandro Magno. Sin embargo, es posible que Hefestión compartiera educación con Alejandro en el pueblo de Mieza, con Aristóteles como profesor, al igual que otros chicos nobles. Se sabe que el filósofo le dedicó un volumen de cartas, así que debieron de conocerse.

## Carrera
Hefestión acompañó a Alejandro en su campaña asiática desde el principio, luchando en la unidad de caballería. Hefestión no estaba especialmente dotado como comandante en el campo de batalla, pero destacaba por su conocimiento de la logística. Cuando Alejandro requería el caudillaje de Hefestión en la batalla, este normalmente llevaba a otro general consigo y a veces al mismo Alejandro para asegurarse de que no se cometieran errores, pero sus dotes como estratega compensaban con mucho sus dificultades en el campo de batalla.

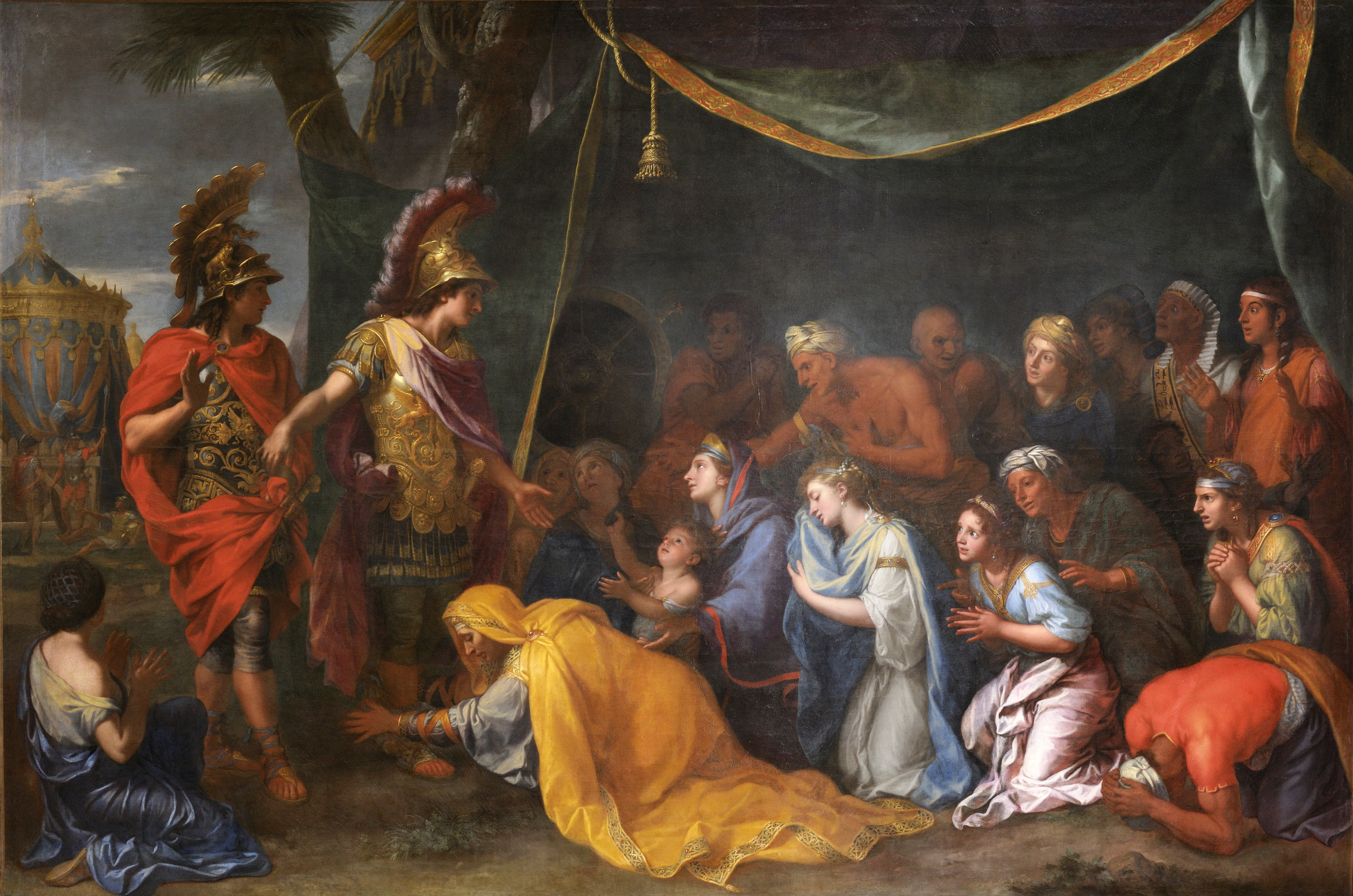
Las princesas de Persia confunden a Hefestión con Alejandro (se puede apreciar el gesto con la mano del amigo de Magno), pintura de Charles Le Brun.

Antes de la invasión de la India y el cruce del Hindu Kush, en el actual Afganistán, Alejandro le nombró ministro, reconociéndole como segundo en el mando. Durante la campaña india, Hefestión volvió a asumir responsabilidades militares en la vanguardia, puenteando ríos y encabezando un escuadrón en la Batalla de Yelum.

## Relación con Alejandro
Al pasar por la ciudad de Troya, Alejandro honró la sagrada tumba del héroe Aquiles y Hefestión la del compañero de aquel, Patroclo. Tras la batalla de Issos, Alejandro y Hefestión fueron a inspeccionar el botín ganado, que incluía al harén real. Uno de los episodios mejor conocidos de la vida de Hefestión tuvo lugar cuando ambos conocieron a Estatira y Sisigambis, respectivamente la mujer embarazada de Darío III Codomano y la madre de este. 

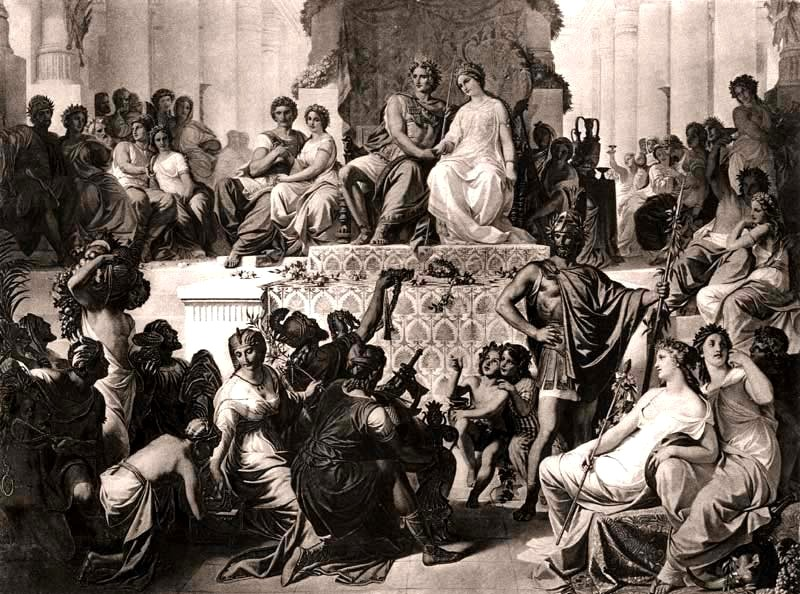
Los casamientos en Susa, Alejandro con Statira y Hefestion con Dripetis, ambas hijas del destronado rey de Persia, Darío III. Este hecho (y otros más), selló la política de integración entre vencedores y vencidos, y la mezcla de culturas que pregonó Alejandro.

Mirando a ambos hombres, la reina madre mostró sus respetos, postrándose ante Hefestión, quien era el más alto y bello, y, según la lógica persa, el más impresionante de los dos debía ser el rey. Comprendiendo por los gestos que el séquito le hacía que se había equivocado, comenzó otra prosternación ante Alejandro. Este, levantándola, la corrigió diciendo: «No te preocupes, madre, no has cometido ningún error. Hefestión es como yo mismo».
De regreso en Susa, capital del Imperio persa, Alejandro desposó a Barsine-Estatira, la hija mayor de Darío, y dio a Hefestión por esposa a la joven princesa Dripetis, hermana menor de su esposa real, y de este modo llegaron a ser cuñados.
Algunos historiadores romanos han sugerido que Hefestión y Alejandro fueron también amantes, aunque ninguna de las fuentes de la época lo enuncia de esa forma. Las fuentes antiguas generalmente nombran a Hefestión solo como un buen y leal amigo de Alejandro.

## Muerte

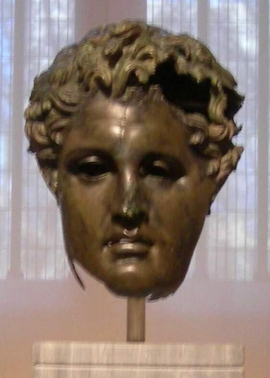
Retrato en bronce, Museo del Prado (Madrid)

En el otoño de 324 a. C., el ejército de Alejandro se acuarteló en la ciudad de Ecbatana para pasar el invierno. Hefestión enfermó durante los juegos que se celebraron en la corte y murió una semana después. De acuerdo con Plutarco:

Ocurrió en aquellos días que a Hefestión le dio calentura, y como a fuerza de joven y militar no quisiese sujetarse a la debida dieta, y además su médico Glauco se hubiese ido al teatro, se sentó a comer a la mesa, y habiéndose comido un pollo asado y bebiéndose un gran vaso de vino puesto a enfriar, se sintió mucho peor, y al cabo de poco tiempo murió.

Los síntomas descritos son compatibles con la fiebre tifoidea, pero nunca se excluyó la posibilidad de envenenamiento. Como favorito de Alejandro e íntimo amigo, debió de tener muchos enemigos políticos. Sea cual fuere la causa de la muerte de Hefestión, se dice que Alejandro se volvió loco de dolor, quedó en cama durante varios días sin comer, beber o hablar, se hizo afeitar la cabeza y cortar las crines de los caballos del ejército, canceló todos los festejos y, según Arriano, mandó ahorcar a Glaucias, el médico que había atendido a Hefestión. Alejandro partió para Babilonia con el cadáver, donde celebró fabulosos juegos fúnebres en su recuerdo. El Oráculo de Siwa ante la pregunta de Alejandro de cómo tenía que ser venerado Hefestión, respondió que debería ser adorado como un héroe divino. Hefestión fue incinerado en Babilonia, en presencia de todo el ejército. Algunos meses después, aún se estaba construyendo un espléndido monumento funerario en honor de Hefestión cuando el propio Alejandro murió en Babilonia.

## Hefestión en el cine
Jared Leto interpretó a Hefestión en la película Alejandro Magno (2004) dirigida por Oliver Stone.